# Мюллендорф
Мюллендорф (нім. Müllendorf) — політична громада в політичному окрузі Айзенштадт-Умгебунг федеральної землі Бургенланд, в Австрії.
Мюллендорф лежить на висоті  232 м над рівнем моря і займає площу  12,8 км². Громада налічує 1353 мешканців. 
Густота населення 106/км².  
|                                     |
| Мюллендорф на мапі округу та землі. |

 Адреса управління громади: Kapellenplatz 1, 7052 Müllendorf. 

## Демографія
Історична динаміка населення міста за даними сайту Statistik Austria

## Виноски
1. ↑  Dauersiedlungsraum der Gemeinden Politischen Bezirke und Bundesländer - Gebietsstand 1.1.2018 — Статистичне управління Австрії.
2. ↑  Статистичне управління Австрії Bevölkerung am 1.1.2021 nach Ortschaften (Gebietsstand 1.1.2021)
3. ↑  www.muellendorf.at. Архів оригіналу за 28 лютого 2021. Процитовано 28 лютого 2021.
4. ↑  Gemeindedaten von Müllendorf. Архів оригіналу за 3 вересня 2019. Процитовано 30 жовтня 2013.

| Австрія | Це незавершена стаття з географії Австрії. Ви можете допомогти проєкту, виправивши або дописавши її. |